# Balasinești
Balasinești è un comune della Moldavia situato nel distretto di Briceni di 2.472 abitanti al censimento del 2004.